# Uprising (Bob Marley and the Wailers-album)
Az Uprising egy roots reggae-album a Bob Marley & The Wailerstől. 1980-ban jelent meg.

## Számok
Bob Marley írt minden számot.

### A oldal
1. Coming in from the Cold – 4:31
2. Real Situation – 3:08
3. Bad Card – 2:48
4. We and Dem – 3:12
5. Work – 3:40

### B oldal
1. Zion Train – 3:34
2. Pimper's Paradise – 3:26
3. Could You Be Loved – 3:56
4. Forever Loving Jah – 3:51 YouTube-videó. YouTube
5. Redemption Song – 3:47  hangminta

## Külső hivatkozások
- https://web.archive.org/web/20070914121834/http://www.roots-archives.com/release/130